# 甲斐一宮バスストップ
甲斐一宮バスストップ（かいいちのみやバスストップ）は、山梨県笛吹市にある中央自動車道上にあるバス停留所である。山梨県道303号と中央自動車道が交差する付近にある。
バス事業者では「中央道甲斐一宮」と案内している。

## 停車する路線
- 中央高速バス甲府線（甲府南経由）（山梨交通・富士急バス・京王バス）
中央道釈迦堂 - 中央道甲斐一宮 - 中央道御坂

## バス停へのアクセス
- JR中央本線石和温泉駅からタクシーで20分。

## その他
同じ笛吹市一宮地区に「一宮」という名称の高速バスのバス停があるが、そちらは国道20号上にある。